# Deileon
Deileon ist eine heroische Gestalt der griechischen Mythologie, Sohn des Deimachos, Begleiter des Herakles, Teilnehmer an der Argonautenfahrt, zusammen mit seinen Brüdern Autolykos und Phlogios Oikist in Sinope am Schwarzen Meer. Auf Grund seiner Abstammung gehört er möglicherweise zum sagenhaften Volksstamm der Lapithen. Bei Plutarch und Hygin heißt er Demoleon.

## Name
Der Name kommt vom griechischen Δηιλέων, Dēïléon, lateinisch und deutsch mit abweichender Betonung auf dem Trema-i: Dēḯleon, da die vorletzte Silbe kurz ist. Die Bedeutung ergibt sich aus dem λέων, léōn und dem δήϊος, dḗïos, die ionische Form von δάϊος, dáïos, brennend, feindlich. Er wäre dann der feindliche-brennende Löwe oder nach Pape-Benseler ein Schlachtenlöwe, ähnlich dem deutschen Schlachtenwolf, ein passender heroischer Name für einen Lapithen und Argonauten.

## Mythos
Deileon liefert keine von ihm selbst ausgehenden Aktionen und Geschichten. Plutarch erwähnt ihn als Teilhaber einer Drei-Brüder-Geschichte im Mythos des Autolykos: „Der Sage nach war Autolykos, des Deimachus Sohn, einer von denjenigen, die den Herkules auf seinem Zug aus Thessalien gegen die Amazonen begleiteten. Als er von da mit dem Demoleon (Deileon) und Phlogius zurück fuhr, litt er an der Halbinsel bei einem Ort, der Pedalion heißt, Schiffbruch, rettete sich aber noch mit seinen Waffen und Gefährten nach Sinope, und entriss diese Stadt den Syrern.“ Trotz seines heroischen Namens bleibt er ein Statist, der unter der führenden Rolle seines Bruders zumindest am Herakles-Zug und an der Eroberung und weiteren Besiedlung Sinopes teilnahm.